# Новые Выселки (Красноармейский район)
Но́вые Вы́селки (чув. Ҫӗнӗ Выҫҫӑлккӑ) — деревня в Красноармейском муниципальном округе Чувашской Республики.

## География
Находится в северной части Чувашии, на расстоянии приблизительно 12 км на север по прямой от районного центра села Красноармейское на правобережье реки Унга.

## История
Известна с 1859 года как околоток Новый деревни Аткенева (ныне не существует) с 27 жителями. В 1906 году было учтено 27 дворов, 139 жителей, в 1926 — 33 двора, 161 житель, в 1939—187 жителей. В 2002 году было 27 дворов, в 2010 — 23 домохозяйства. В период коллективизации был образован колхоз «Нимич», в 2010 году действовало КФХ «Степанов». До 2021 года входила в состав Чадукасинского сельского поселения до его упразднения.

## Население
Постоянное население составляло 59 человек (чуваши 100 %) в 2002 году, 44 в 2010.